# Andorra i olympiska vinterspelen 1980
Andorra deltog i olympiska vinterspelen 1980 med en trupp bestående av tre män.

## Resultat

### Alpin skidåkning
- Störtlopp herrar
  - Carlos Font - 35
  - Miguel Font - 39
  - Patrick Toussaint - DNF

- Storslalom herrar
  - Carlos Font - 42
  - Patrick Toussaint - 45
  - Miguel Font - DNF

- Slalom herrar
  - Carlos Font - 30
  - Patrick Toussaint - DNF
  - Miguel Font - DNF